# L'Étranger (D'Indy)
L'Étranger és una òpera en dos actes, op. 53, composta per Vincent d'Indy sobre un llibret francès del mateix compositor. S'estrenà al Théâtre de la Monnaie de Brussel·les el 7 de gener de 1903. La partitura no té números musicals com a tals, les presentacions simfòniques (1 per acte) i escenes (3 per cada acte) es fusionen sense interrupcions. Fou reposada el 4 de desembre del mateix any a l'Òpera de París.